# Bahnhofplatz 1 (München)

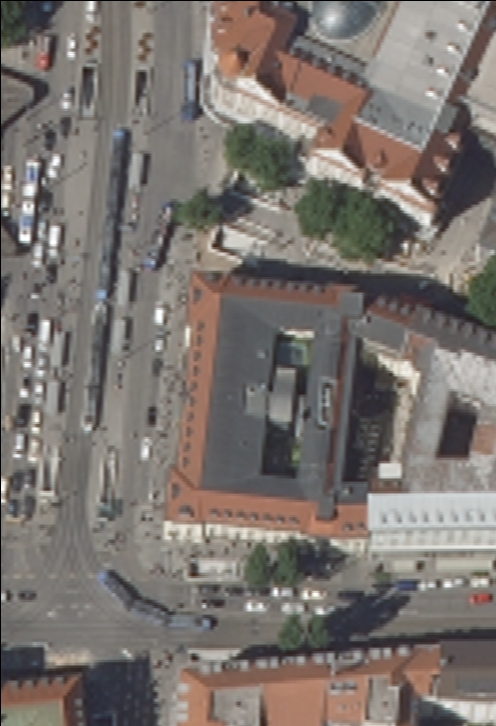
Genordetes Luftbild (links Hauptbahnhof, Ostseite (nicht im Bild); nördlich: Schützenstrasse; südlich: Bayerstrasse)

Das Gebäude Bahnhofplatz 1 ist ein Geschäftshaus in der Münchener Ludwigsvorstadt gegenüber dem Hauptbahnhof.
Das Gebäude im Stil der Neurenaissance wurde 1871 nach Plänen von Georg von Dollmann errichtet und trug anfangs die Bezeichnung Oberpostamtsgebäude und königliche Telegrafen-Centralstation sowie danach Kaiserliches Post- und Telegrafenamt. 1949 wurde es beschädigt, jedoch originalgetreu wieder aufgebaut.
Mit Ausnahme des Kellers beträgt die Grundfläche 12.000 m².
Das Bauwerk ist als Baudenkmal in die Bayerische Denkmalliste eingetragen. Die Beschreibung lautet:

„Breit gelagerter viergeschossiger Walmdachbau um Innenhof mit Eckrisaliten, im Kern Neurenaissance, 1869–71 von Georg Dollmann geplant und erbaut. 1912 erweitert und nach Schäden im Zweiten Weltkrieg im Jahre 1949 durch H. Nestler wiederhergestellt mit vereinfachter Fassadengestaltung (Putzbändergliederung).“

1998 und 2011 wurde das Gebäude für insgesamt 20 Mio. € saniert.
Noch heute ist in dem Erdgeschoss eine Postfiliale vorhanden. Bis in die 1990er Jahre gab es in der Nähe noch die sog. Bayerpost (heute Hotel Sofitel), das übergeordnete Postamt München 2 in der Hopfenstraße (Hopfenpost) sowie eine kleine Poststelle im 1. Obergeschoss des Hauptbahnhofes. Bis in die 1990er Jahre war es das einzige Postamt in München, das bis spät abends sowie an Sonn- und Feiertagen geöffnet war.
Im Keller an der Seite zur Schützenstraße befindet sich ein Rewe-Supermarkt. Von Herbst 2015 bis November 2017 wurde der Großteil des Gebäudes zum Hotel umgebaut (25hours Hotel The Royal Bavarian, 165 Zimmer); Die Eröffnung fand am 3. November 2017 statt.